# مسجد أولاد الإمام
مدرسة أولاد الإمام، تعرف كذلك بالمدرسة القديمة، وهي أول مدرسة بنيت في تلمسان، وكان ذلك بأمر من الأمير الزياني أبي حمو موسى الأول سنة 710هـ احتفاء بقدوم العلمين الجليلين أبي زيد عبد الرحمن وأبي موسى، المعروفين بأولاد الإمام، إلى تلمسان وتكريما لهما.
فاستقبلهما وقربهما إليه، وضمهما إلى حاشيته من العلماء والفقهاء، وبنى لهما مدرسة عرفت بلقبهما وهي توجد بناحية المطهر داخل باب كشوط، وخصص لهما إيوانين للتدريس والإقراء، وبنى لهما منزلين للسكنى بجوارها كما أوكل إليهما أمور الفتوى والشورى وحظيا بالتقدير والاحترام والتعظيم من جميع أهالي تلمسان. ويعتقد أن المسجد الذي يحمل اسمها يوجد بالقرب من المدرسة التي بناها لهما.
جاء ذكر هذه المدرسة في «نظم الدر والعقيان» للتنسي حيث قال في وفود العالمين إلى تلمسان أن الأمير الزياني استقبلهما «...فأكرم مثواهما، واحتفل بهما وبنى لهما المدرسة التي تسمى بهما...». وكانت هذه المدرسة لا تزال قائمة عند دخول المستعمر الفرنسي إلى تلمسان، وكانت تحتوي على قاعتين لاستقبال طلبة العلم.

## مواضيع ذات صلة
- المرجعية الدينية الجزائرية
- الحزب الراتب

## المصدر
1. ↑  أنظر: محمد بن عبد الله التنسي: مقتطف من نظم الدر والعقيان...، تحقيق: محمود بوعياد، الجزائر: م. و. ك.، 1985. Rachid BOUROUIBA : L'art musulman en Algérie, 2ème edit., Alger : ANEP, 1981